# Vereinigung Schweizer Mühlenfreunde
Die Vereinigung Schweizer Mühlenfreunde (französisch Association Suisse des Amis des Moulins, italienisch Associazione Svizzera degli Amici dei Mulini, rätoromanisch Associazlun Svizra dals Amis dals Mulins abgekürzt VSM/ASAM) ist die nationale mühlenkundliche Vereinigung der Schweiz. Die Vereinigung besteht seit dem Jahre 2000.

## Ziele und Aktivitäten
Ziel der Vereinigung ist die Erhaltung, Pflege und der Betrieb historischer Mühlen in der Schweiz als Teil des kulturellen Erbes sowie die damit verbundene Forschung, Information und Öffentlichkeitsarbeit. Die Vereinigung dient hierfür der landesweiten Koordination der Aktivitäten lokaler Mühlenvereine und vertritt die schweizerischen Belange auf internationaler Ebene, etwa in der Internationalen Molinologischen Gesellschaft.

### Hauptaktivitäten der Vereinigung
- Jährliche Ausrichtung des Schweizer Mühlentages jeweils am Samstag nach Auffahrt[3]
- Jährliche Durchführung einer Exkursion für Mitglieder
- Organisation einer ständigen Ersatzteilbörse für historische Mühlenausrüstung, Maschinen und Geräte
- Aufbau einer Datenbank («Inventar Schweizer Mühlen») zu den Mühlenstandorten in der Schweiz[6]
- Fonds für Buchprojekte im Bereich historische Mühlen
- Durchführung von Tagungen/Seminaren und Müllerkursen auf historischen Anlagen
- AG Archiv – Ziel ist die Sicherung und den Aufbau eines Schweizer Mühlenarchivs
- AG Rechte – Die historischen Mühlen brauchen Unterstützung für die ehehaften Rechte ein Argumentarium und ein Hilfe und Beistand für einzelne Anlagen bietet die Vereinigung.

### Publikationen
- Herausgabe des Schweizer Mühlenführers, jährlich aktualisiert und vervollständigt zum vorgenannten Schweizer Mühlentag
- Halbjährliche Herausgabe des Mitteilungsblattes Mühlenbrief
- Nachdruck und Herausgabe Einführung in die Mühlenkunde. Grundlagen, Technik, Geschichte und Kultur der traditionellen Mühlen von Berthold Moog, Binningen
- Nachdruck und Herausgabe Lexikon der Mühlenkunde von Berthold Moog, Binningen

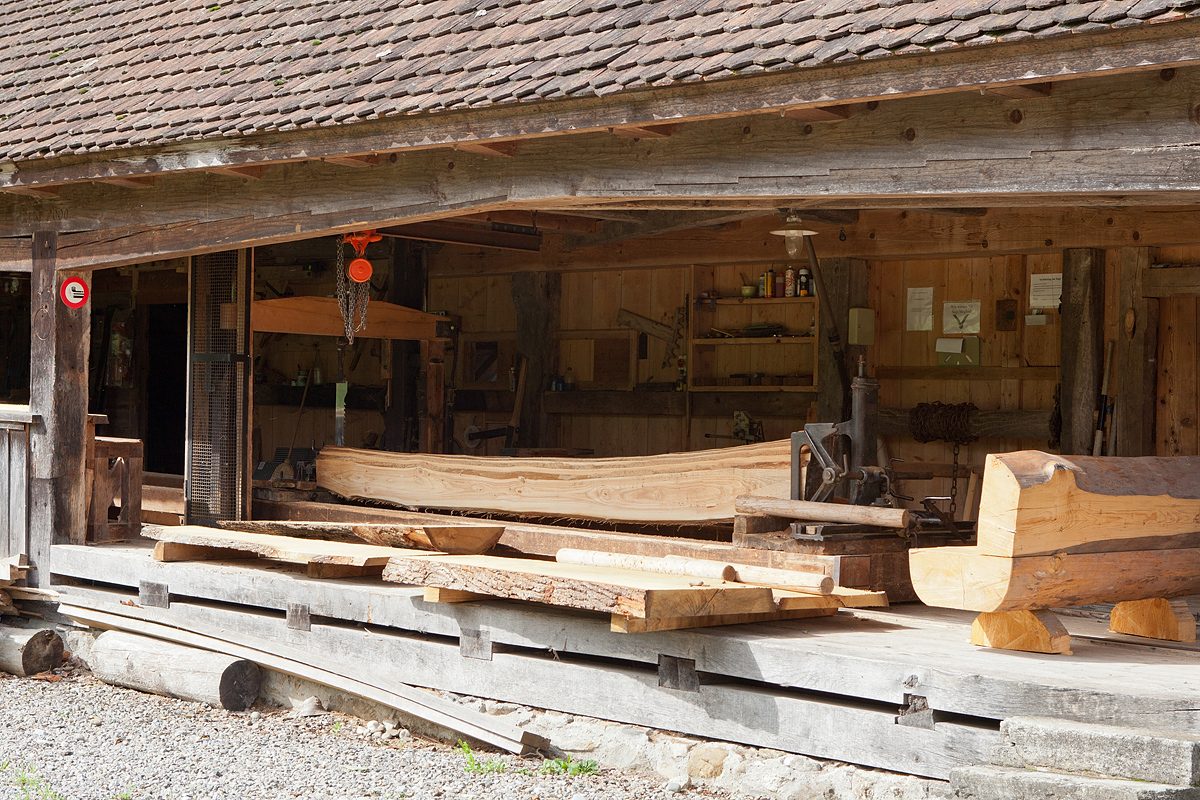
Sägerei Weissenbach bei Buttwil (Gemeinde Boswil), Kanton Aargau
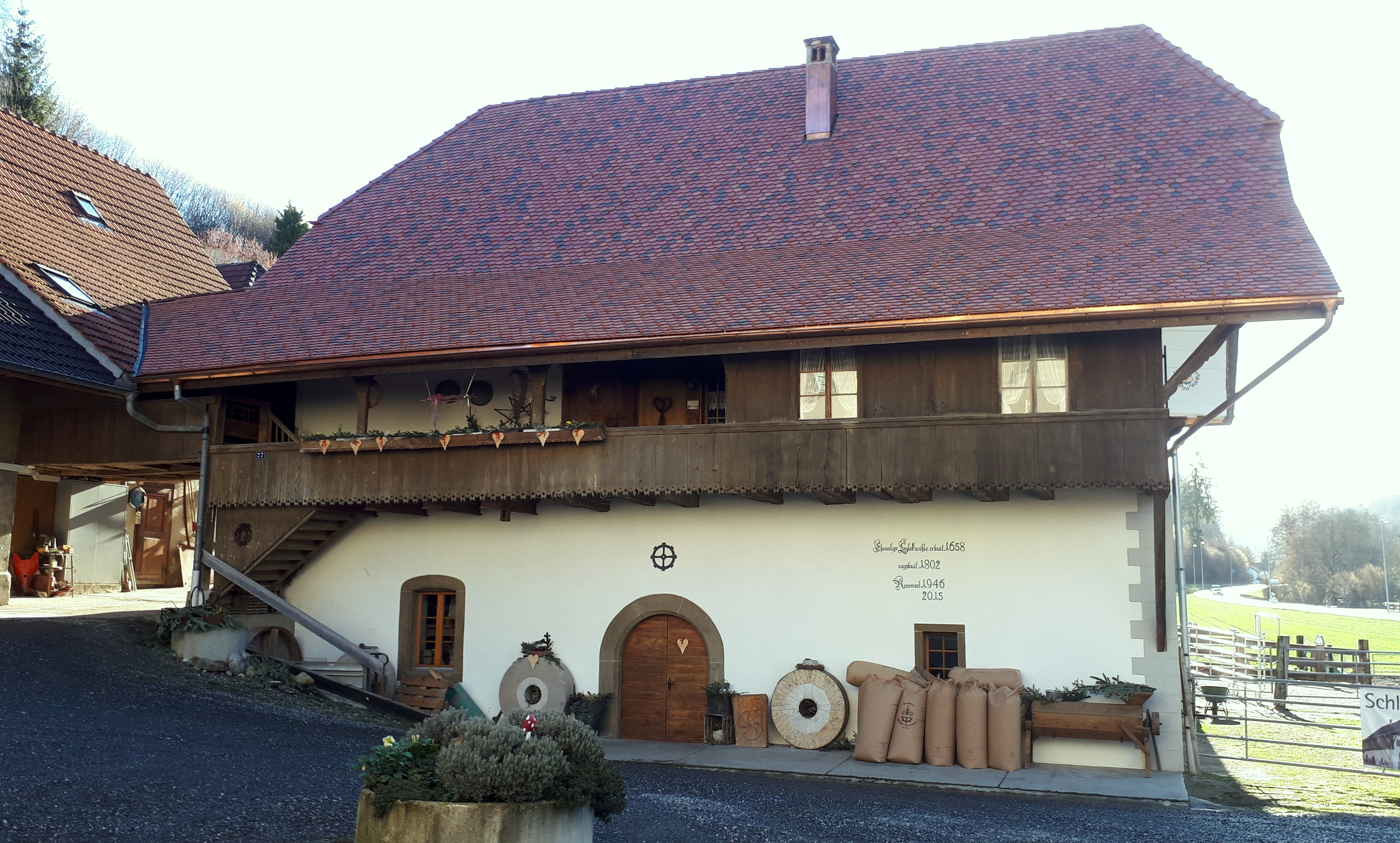
Ehemalige Schlossmühle in Schlossrued, Kanton Aargau
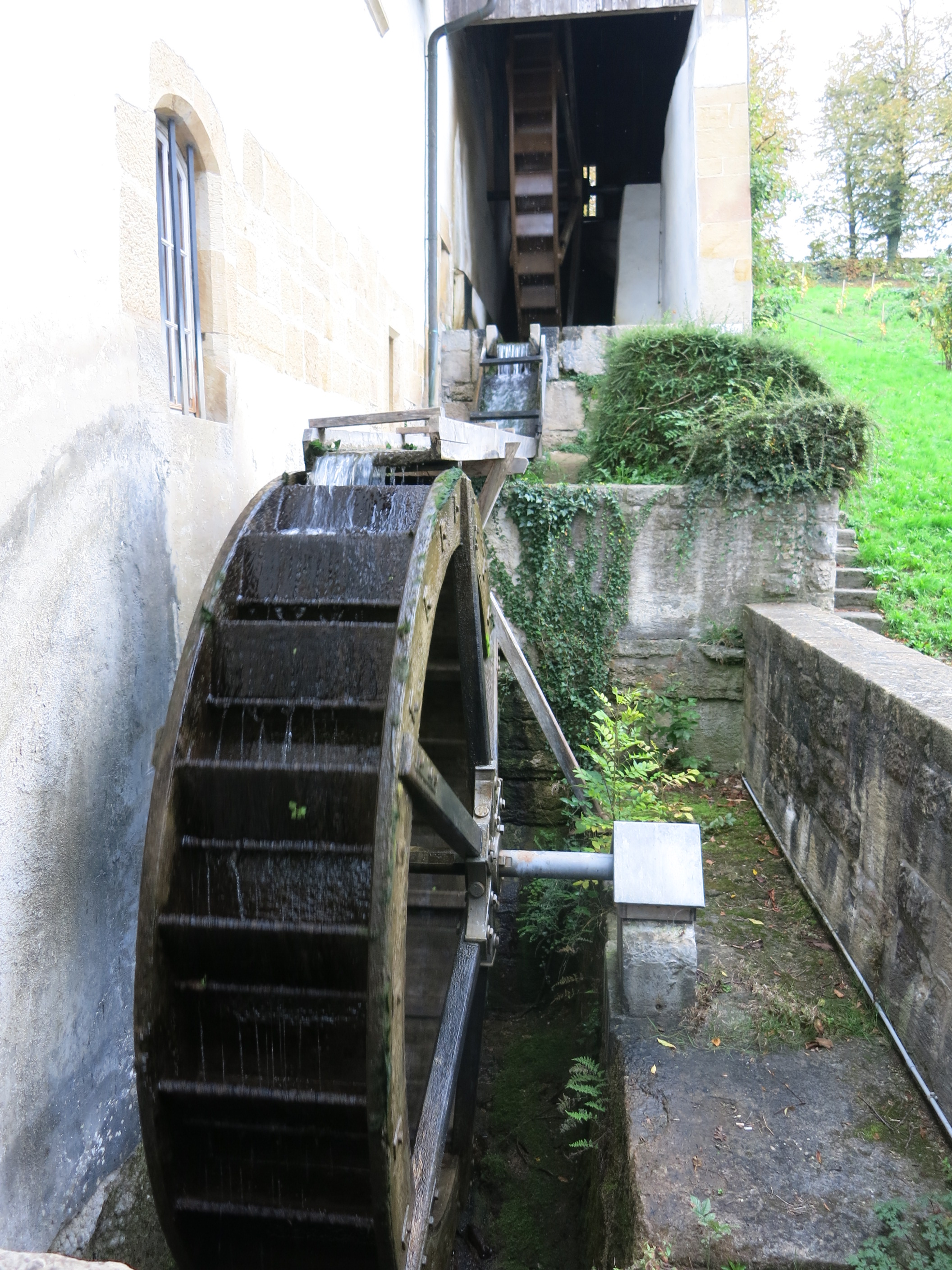
Museum und Mühle in Murten, Kanton Freiburg
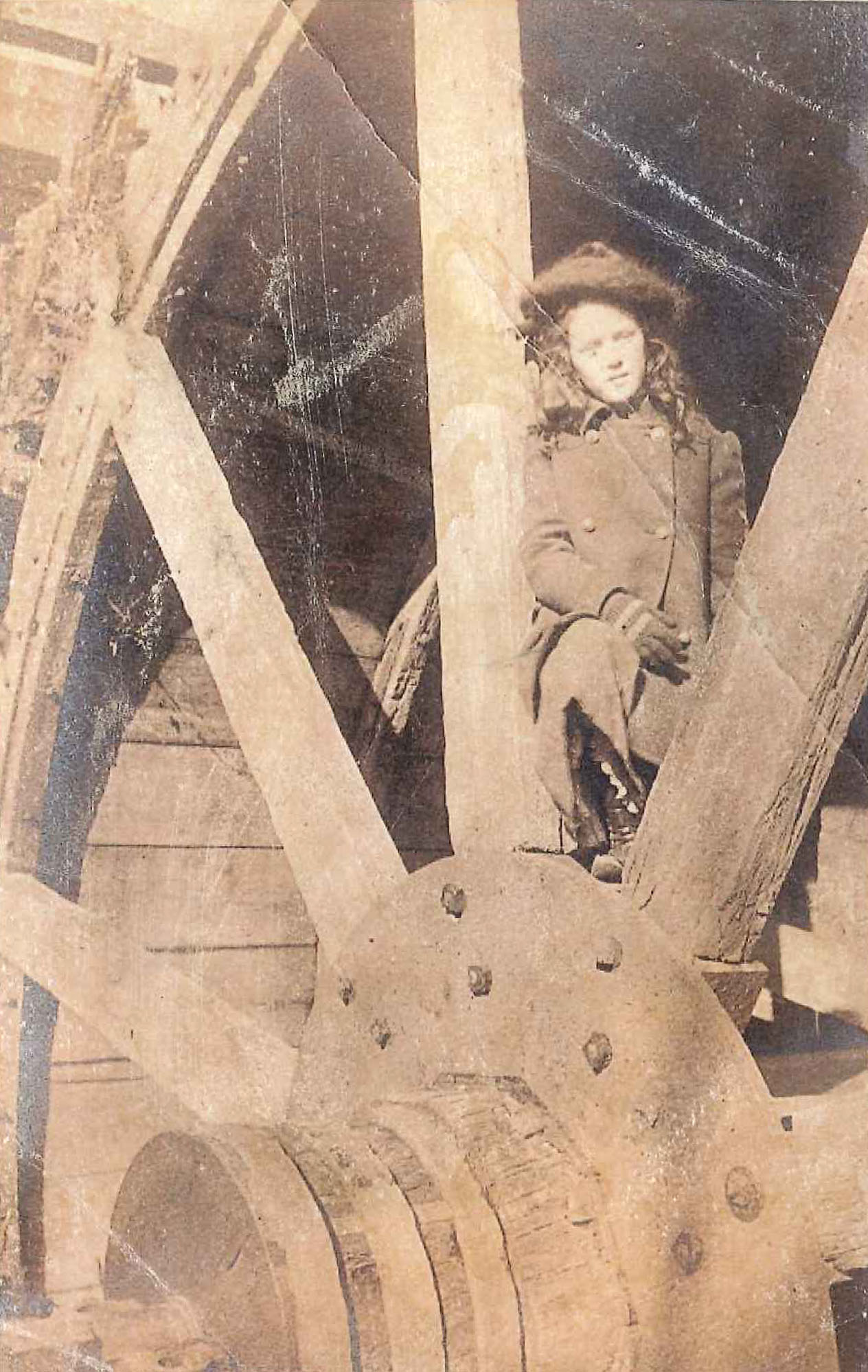
Mädchen in der Moulin de la Corderie des Grottes in Genf
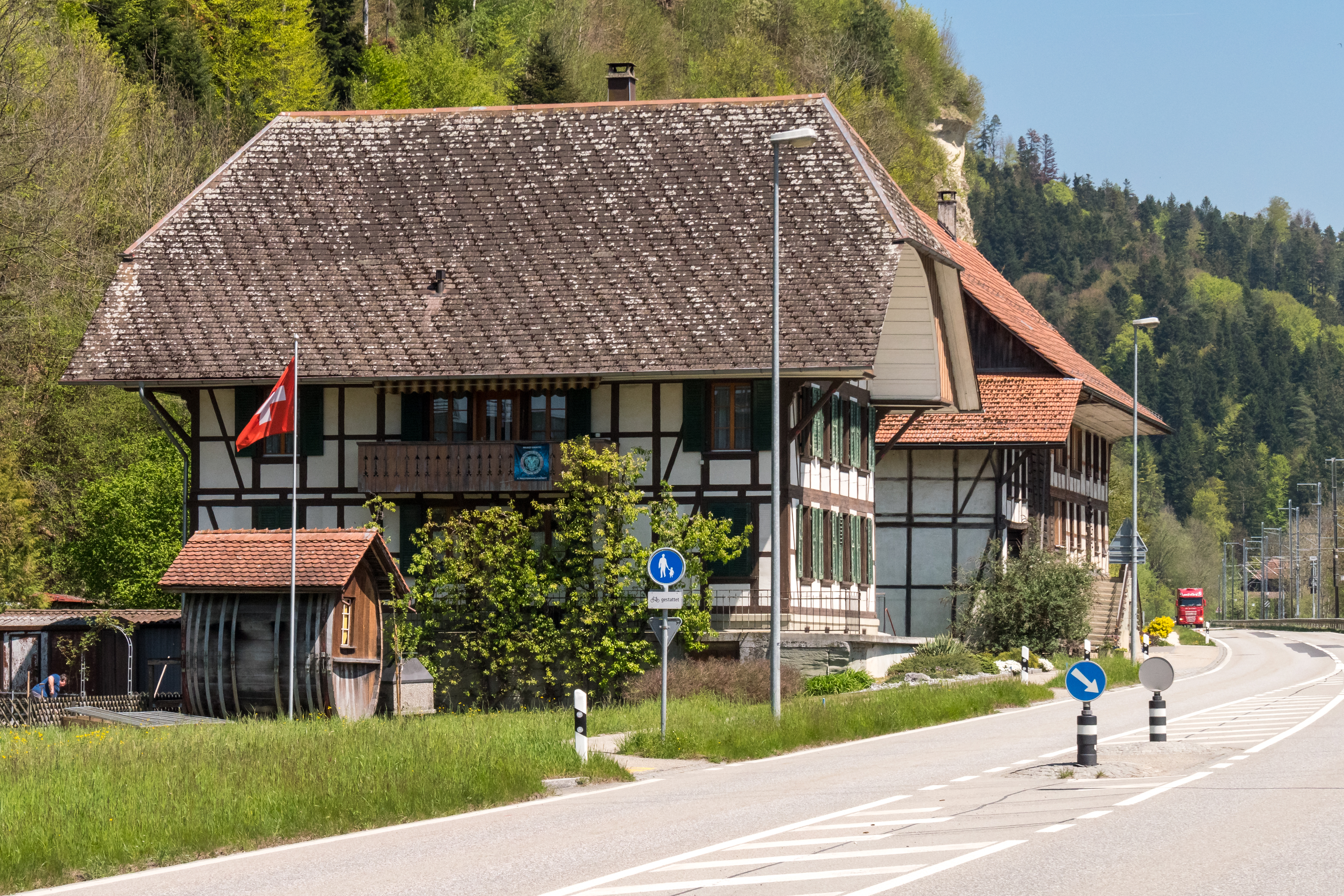
Mühlestöckli und Mühle in Ramsei, Schweiz
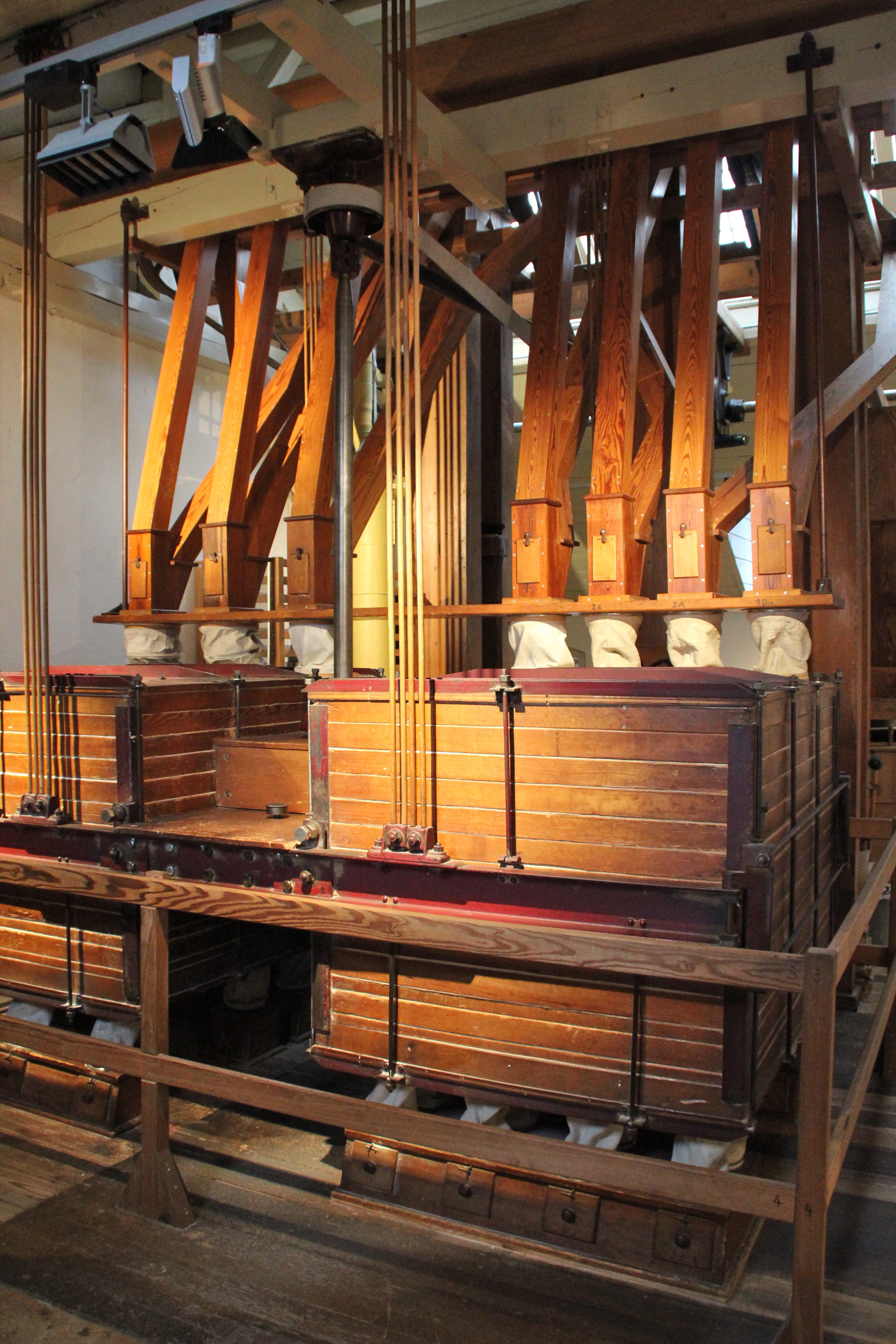
Mühle Tiefenbrunnen in Zürich: durch Ausblasen werden Kleie und Korn getrennt